# Kotlassia
Kotlassia (Kotlassia prima) är ett utdött släkte av Reptiliomorpha som levde under perm. Fossil har hittats i Ryssland i byn Novinki, nära beläget till staden Kotlas. Släktets fick sitt namn efter staden. Tillsammans med många andra djur utrotades Kotlassia i slutet av perm under Perm–trias-utdöendet.

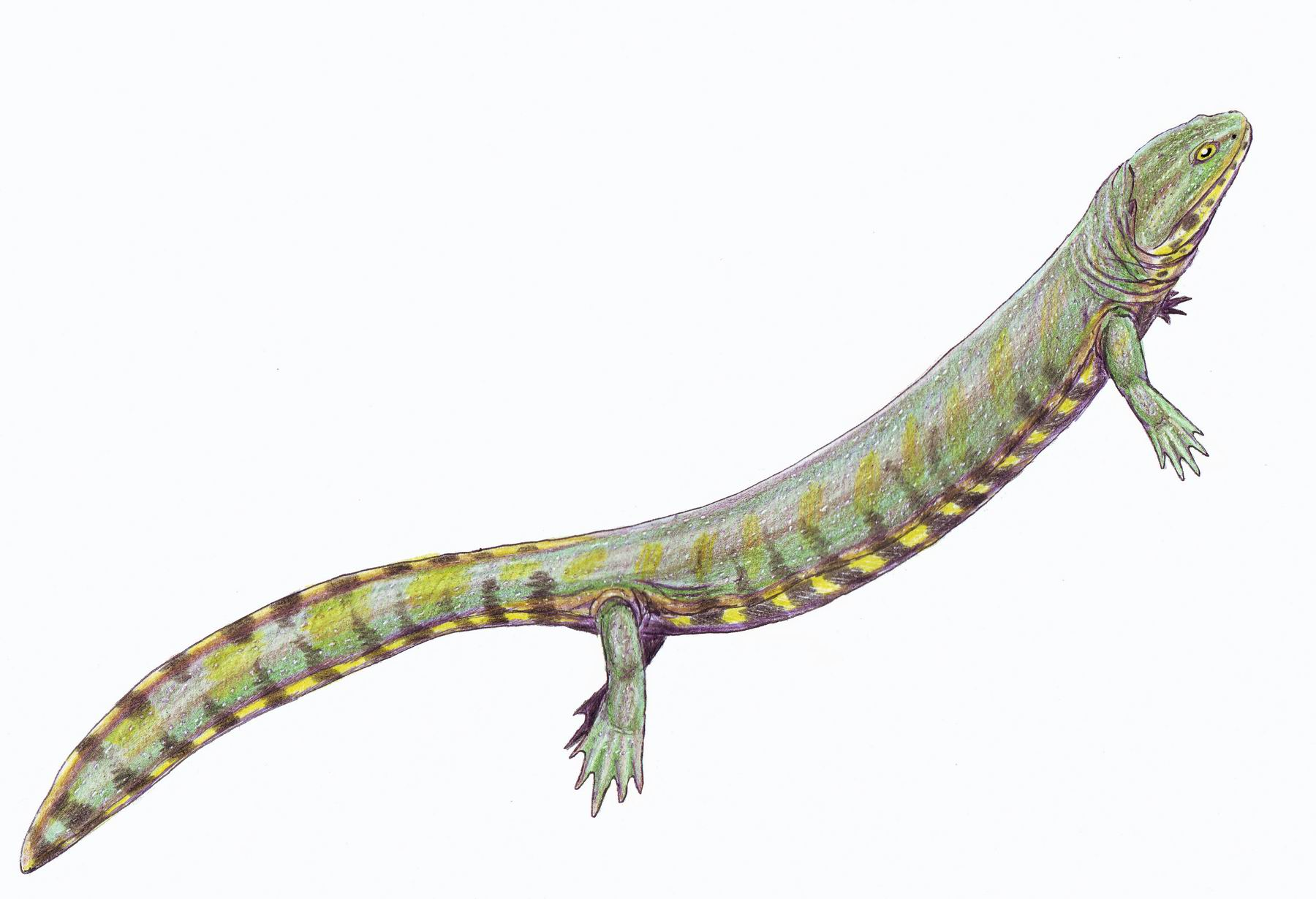
Kotlassia prima